# San Martín de la Vega del Alberche
San Martín de la Vega del Alberche è un comune spagnolo di 287 abitanti situato nella comunità autonoma di Castiglia e León.